# Theo Huls
Theo Huls (4 november 1934 – Doetinchem, 25 maart 2009) was een Nederlands voetballer van De Graafschap in Doetinchem. Hij speelde er in de zestiger jaren, toen Evert Teunissen trainer was. Later was hij trainer van amateur-voetbalverenigingen.
Hij overleed op 25 maart 2009 in Doetinchem op 74-jarige leeftijd.

## Carrièrestatistieken
| Seizoen         | Club            | Land            | Competitie       | Competitie | Competitie | Beker | Beker | Internationaal | Internationaal | Overig | Overig | Totaal | Totaal |
| Seizoen         | Club            | Land            | Competitie       | Wed.       | Dlp.       | Wed.  | Dlp.  | Wed.           | Dlp.           | Wed.   | Dlp.   | Wed.   | Dlp.   |
| --------------- | --------------- | --------------- | ---------------- | ---------- | ---------- | ----- | ----- | -------------- | -------------- | ------ | ------ | ------ | ------ |
| 1960/61         | De Graafschap   | Nederland       | Tweede divisie   | –          | 9          | –     | 0     | 0              | 0              | 0      | 0      | –      | 9      |
| 1961/62         | De Graafschap   | Nederland       | Tweede divisie   | –          | 2          | 1     | 1     | 0              | 0              | 0      | 0      | –      | 3      |
| 1962/63         | De Graafschap   | Nederland       | Tweede divisie A | –          | 4          | –     | 1     | 0              | 0              | 0      | 0      | –      | 5      |
| 1963/64         | De Graafschap   | Nederland       | Tweede divisie   | –          | 0          | –     | 0     | 0              | 0              | 0      | 0      | –      | 0      |
| 1964/65         | De Graafschap   | Nederland       | Tweede divisie A | –          | 0          | –     | 0     | 0              | 0              | 0      | 0      | –      | 0      |
| 1965/66         | De Graafschap   | Nederland       | Tweede divisie A | –          | 1          | –     | 0     | 0              | 0              | 0      | 0      | –      | 1      |
| 1966/67         | De Graafschap   | Nederland       | Eerste divisie   | –          | –          | –     | –     | 0              | 0              | 0      | 0      | –      | –      |
| Carrière totaal | Carrière totaal | Carrière totaal | Carrière totaal  | –          | –          | –     | 2     | 0              | 0              | 0      | 0      | –      | –      |